# Revolució constitucional iraniana
Es coneix com a Revolució constitucional iraniana o revolució constitucional persa el procés polític esdevingut a l'Iran durant els regnats de Mudhàffar-ad-Din Xah Qajar (1896-1907) i Muhàmmad-Alí Xah Qajar (1907-1909), de la dinastia dels Qajar, que va conduir a la instauració d'un règim de monarquia constitucional amb Ahmad Xah Qajar (1909-1925), després de la institució de la primera constitució moderna i d'un parlament, l'Assemblea de Consulta Nacional.

## Antecedents
Durant el segle xix, la monarquia dels Qajar va patir un procés de desgast i decadència marcat per les derrotes militars enfront dels imperis rus i britànic que es van saldar amb la pèrdua dels territoris caucàsics de l'actual República d'Azerbaidjan, Daguestan i Geòrgia occidental a favor de Rússia pel Tractat de Gulistan al final de la Guerra russopersa del 1804 al 1813; els kanats d'Erevan, Nakhitxevan i Lenkoran a favor també de Rússia pel Tractat de Turkmantxai al final de la Guerra russopersa del 1826 al 1828; i l'est del Khorasan històric amb la regió d'Herat pel Tractat de París del 1857 després de la Guerra anglopersa del 1856-1857.
En un imperi tradicional amb un control reduït del territori i una fiscalitat de tipus feudal, a les pèrdues territorials se sumà la penetració econòmica d'empreses occidentals i russes que, com en altres zones d'Orient Mitjà en un període anterior, adquirien concessions monopolístiques dels sobirans de la dinastia Qajar. Amb l'enfortiment de les empreses occidentals i l'endeutament dels sobirans —en particular, per a sufragar costosos viatges per Europa en els casos de Nàssir-ad-Din Xah Qajar (1848-1896) i Mudhàffar-ad-Din Xah Qajar (1896-1906)—, aquestes adquiriren regalies d'importància considerable. Així, el 1862, Gran Bretanya va adquirir tots els ingressos relatius al telègraf; el 1872, el baró Paul Julius Reuter n'hauria adquirit per 200.000 dòlars i un 60% dels ingressos anuals, de no ser per la furiosa reacció de Rússia i els mitjans prorussos, el "dret exclusiu a construir mines, ferrocarrils, tramvies, preses, camins i plantes industrials"; el 1885, Reuter va establir el primer banc de l'Iran, l'Imperial Bank of Pèrsia amb control total sobre l'emissió de bitllets; el 1891, Rússia va establir-hi el Banque d'Escompte de Perse, i el major britànic G. F. Talbot va adquirir el monopoli per 50 anys de tota la producció, venda i exportació de tabacs —que també va haver de cancel·lar-se davant el moviment popular de Protestes del Tabac, bestreta del moviment constitucionalista—; concessions menors a companyies britàniques en foren el dret de navegació en el riu Karun, la construcció de camins i telègrafs al sud, l'establiment de fàbriques de catifes a Isfahan, Buixehr, Arak i Tabriz; a companyies russes, drets de pesca en la mar Càspia, la draga del port de Bandar-e Anzali, la perforació petroliera al nord i la construcció de camins i telègrafs de les fronteres septentrionals a Teheran, Tabriz i Mashhad. La concessió de major transcendència fou la Concessió D'Arcy, per la qual el 1901 el milionari londinenc William Knox D’Arcy va adquirir el dret exclusiu de prospecció i explotació petroliera per seixanta anys de tot l'Iran, tret de les províncies del nord sota influència russa.
En paral·lel a l'afebliment polític i econòmic de l'estat durant el segle xix, part de les elits iranianes hi buscaren solucions en l'adquisició de les maneres de coneixement, pensament i organització de la modernitat occidental. El 1851 s'inaugurà a Teheran, per iniciativa del sadr-e aʿzam Mirza Taki Khan, la primera escola politècnica de l'Iran, Dar ol-Fonun, centrada en la formació militar. En els mateixos anys l'estat iranià començà a enviar estudiants a Europa, que al seu retorn portaven amb si noves maneres de pensar. Des de la cort, començaren a aparéixer els primers periòdics. Sorgeixen els primers intel·lectuals de tipus il·lustrat com ara Zeinolabedín Maraghei (1840-1910) —autor de la primera novel·la en persa—, el rousseaunià Abdorrahim Talebof (1834-1911), els nacionalistes Mirza Fathali Ajundzadé (1812-1878) i Mirza Agha Khan Kermani (1853-1896), el diplomàtic armeni Mirza Malkom Khan (1833-1908) —popularitzador de la premsa i fundador de la primera lògia maçònica d'Iran, la Faramushjané o 'casa de l'oblit'—, o el panislamista Jamal-ad-Din al-Afghaní (1838-1897), els escrits del qual van preparar el terreny del constitucionalisme entre les elits. Entre les masses religioses, les prèdiques de ulemes moderns com ara Seyyed Yamaleddin Vaez i Malek ol-Motekallemin van introduir les idees de llibertat i limitació del poder del sobirà. A la fi del segle xix i primeria del XX, van proliferar les publicacions en l'exili i dins de l'Iran, oficials i clandestines, difonent la crítica al despotisme reial i l'exigència de reformes.

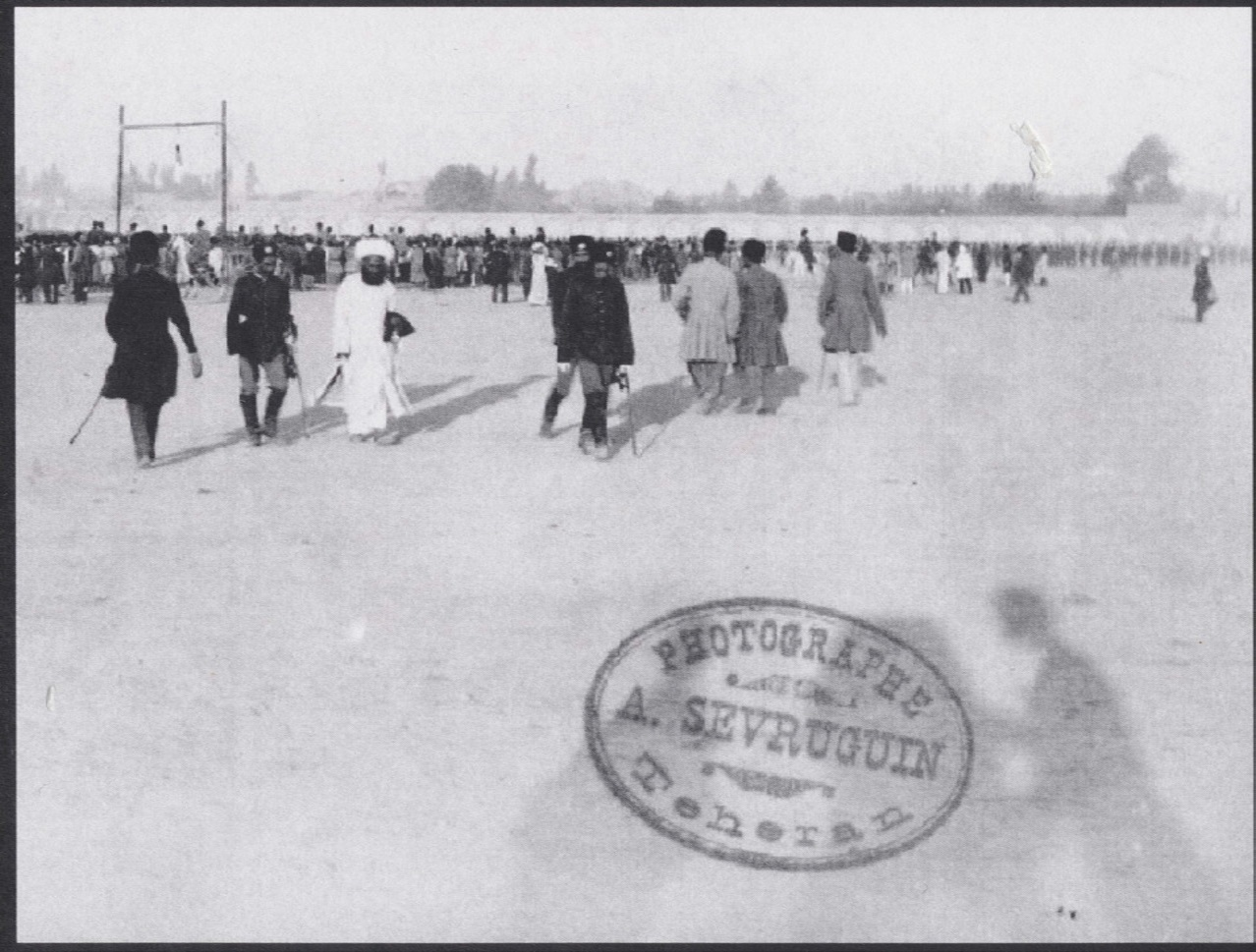
Execució de Mirza Resa Kermaní

Una fita crucial en l'oposició al govern de la dinastia Qajar fou l'assassinat, l'1 de maig del 1896, de Nàssir-ad-Din Xah Qajar per Mirza Resa Kermaní, seguidor d'Al-Afghani, que, durant els interrogatoris abans de ser executat, reivindicà el magnicidi com un acte de lluita contra l'opressió.

## Protestes dels 1905-1906
Sol citar-se com a desllorigador de la Revolució constitucional iraniana l'assot de tres respectats comerciants de sucre del basar de Teheran al desembre del 1905 per ordre del governador, Ahmad Alaoddoulé, per haver desobeït les ordres reials de reduir els preus de venda en un període de greu inflació motivada per males collites, una epidèmia de còlera i pertorbacions en el comerç amb l'Imperi rus per la Guerra russojaponesa. Les autoritats augmentaven els impostos indirectes, tractant de pagar un préstec rus de 23,5 milions de rubles al xa, avalat el 1900 amb els ingressos duaners del regne, per al seu primer viatge de 17 mesos per Europa. Un dels apallissats era un respectat filantrop septuagenari, i altres dos eren sàyyids. Els comerciants, indignats, tancaren el basar i, secundats per ulemes i intel·lectuals, van proclamar un "tancament" en la Mesquita Reial (مسجد شاه, trl. masŷed-e Šâh, Mesquita de l'Imam Khomeini des del 1979), reclamant la destitució del governador i de l'administrador de les finances reials, el belga Joseph Naus, l'aparició del qual disfressat d'oriental durant les cerimònies de duel del mes de muhàrram havia suscitat la còlera popular.

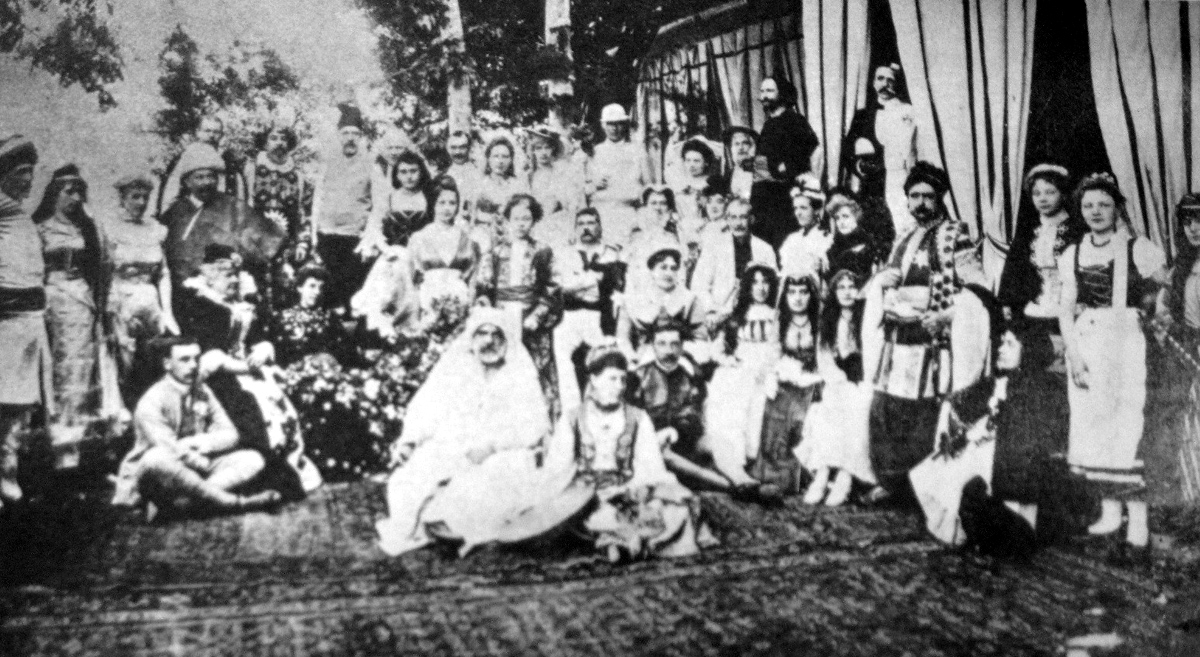
Joseph Naus disfressat d'àrab en una festa a Teheran

El sadr-e aʿzam de Mudhàffar-ad-Din Xah Qajar, Einoddoulé, va fer que els desallotjassen, en contra de la tradició de respecte de tals tancaments. Tot seguit, un gran nombre d'ulemes de Teheran es van retirar —a proposta de Seyyed Mohammad Tabatabaí— al santuari de Xa Abdolazim, a Rayy (a uns quilòmetres al sud-est de la capital) i van formular una sèrie de reivindicacions dirigides al Xa. La reclamació més destacada dels lluitadors fou l'establiment d'una "casa de justícia", les característiques de la qual no s'especificaven. Després d'acceptar el monarca, el 12 de gener del 1906, la creació de la institució —que seria la gènesi de l'Assemblea Consultiva Islàmica—, els ulemes abandonaren la protesta i van tornar a Teheran, on els va rebre una multitud eufòrica.

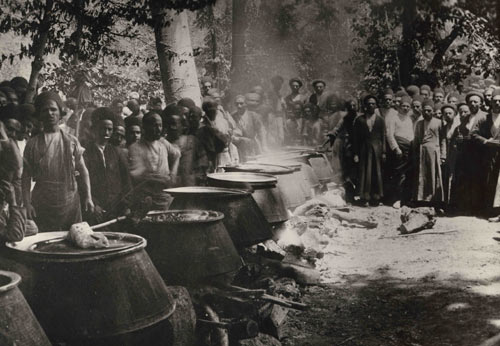
Tancament de protesta a l'Ambaixada britànica de Teheran l'agost del 1906

Tanmateix, el xa semblava retractar-se i, en una atmosfera ja revolucionària, un oficial de la guàrdia cosaca va matar a un sàyyid, i això provocà un nou bast de protesta al juny del 1906, aquesta vegada a Qom, dirigit per Tabatabaí, sàyyid Abdollah Behbahaní i fins i tot el monàrquic sheij Fadl Allah Nuri, que amenaçaven amb fer emigrar tots els ulemes a Najaf i Karbala, la qual cosa privaria l'estat de serveis religiosos (i jurídics). Gairebé immediatament, es va produir un gran tercer bast d'entre 12.000 i 14.000 mercaders de Teheran al jardí de l'ambaixada britànica. Les reivindicacions eren llavors la destitució de l'administrador belga de les duanes i del sadr-e aʿzam (gran visir), reparacions per aldarulls esdevinguts a Kerman, la paralització de la construcció del Banc Rus en el terreny d'un cementeri i, sobretot, l'establiment de la "Casa de justícia", la reclamació de la qual esdevingué de manera gradual en la de constituir un parlament de representants electes i la limitació constitucional del poder reial.

## Triomf dels constitucionalistes
Al principi, la cort va menysprear els contestataris com "babís herètics" i "traïdors a sou dels britànics". Però amb l'extensió de la vaga, la multiplicació de missatges telegràfics des de les províncies, amenaces d'intervenció armada de comunitats exiliades a Bakú i Tbilisi, el perill de defecció de la guàrdia cosaca i el rei greument malalt després de tornar d'Europa, Mozaffareddín Shah acceptà de substituir Einoddoulé per Moshiroddoulé i signà el firman pel qual s'ordenava la creació de l'Assemblea Consultiva Islàmica el 5 d'agost del 1906.
Després de la formació molt ràpida d'una assemblea constituent formada sobretot per comerciants, ulemes, ancians dels gremis i liberals notables, s'elaborà una llei electoral que dividia la població en sis classes: prínceps Qajar, ulemes, nobles, notables, comerciants reconeguts, terratinents amb propietats de valor superior a 1.000 rials i artesans integrats en un gremi acceptat i amb pagaments fiscals no inferiors a la mitjana local. Els candidats havien de ser hòmens i saber llegir i escriure en persa. 96 de les 156 circumscripcions se situaven a Teheran i, a les províncies, l'elecció es feia per compromissaris. El sufragi femení ni es va plantejar.
El procés constituent precipità la creació de moltes associacions de diferent tipus i de periòdics per tot l'estat.

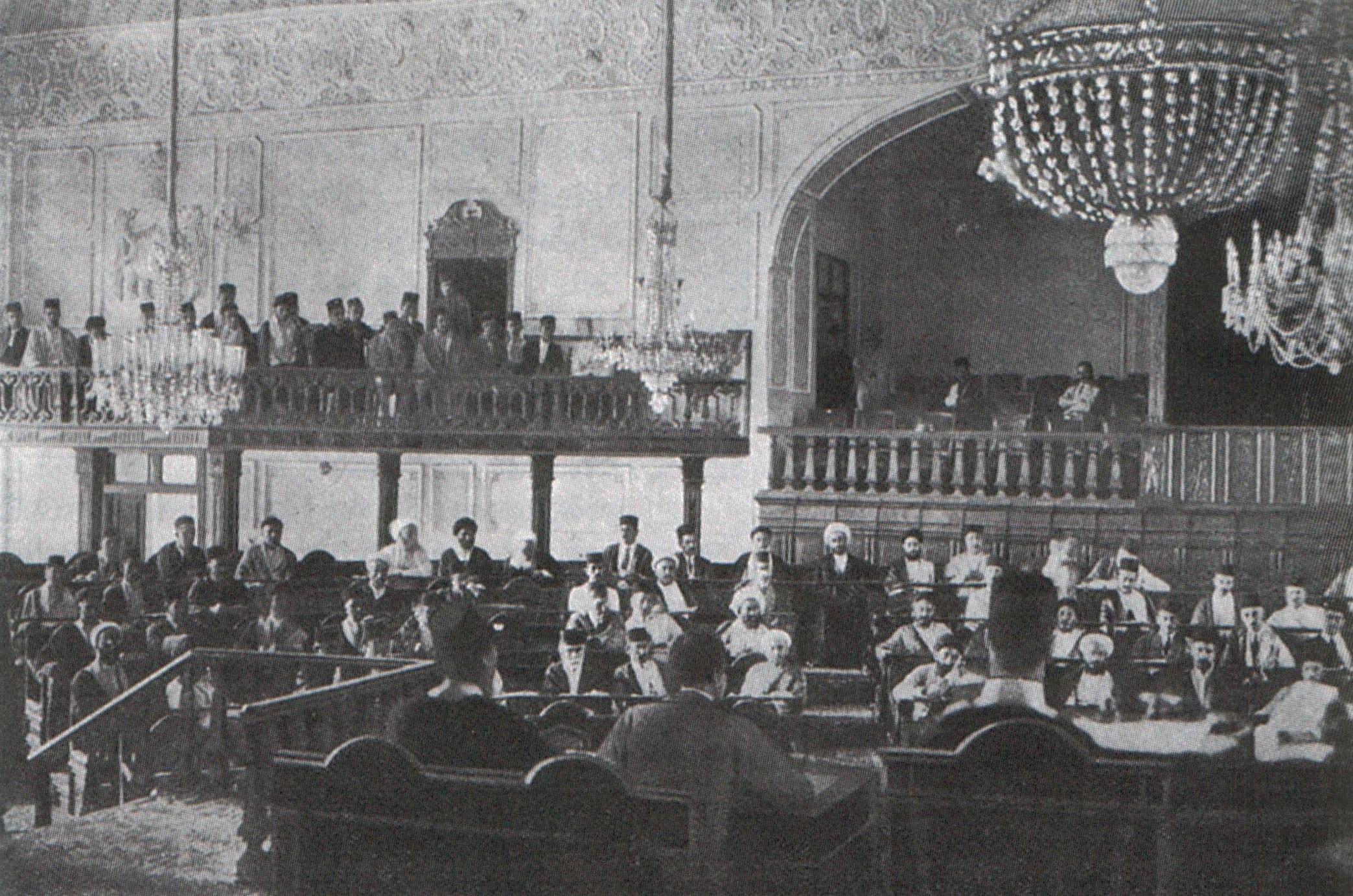
L'Assemblea Constituent iraniana, reunida el 1906, sense dones

## Assemblea constituent i primera constitució d'Iran
| «                                                                                | En el caos dels darrers dies s'ha estés la impressió pel país que ens oposem a la Constitució. Per a dissipar aquesta sospita i per a obtenir la confiança de la nació, jurem per aquest Alcorà que respectarem l'ordre constitucional i la llei fonamental. Qui s'opose a la Constitució serà castigat. Si desfem aquest jurament, haurem de respondre davant Déu pel nostre pecat. | » |
| — Muhàmmad Alí Xah, en text manuscrit del 22 de desembre del 1907 reproduït ací. | |   |

Després de les eleccions, la primera sessió amb presència del xa es feu el 7 d'octubre del mateix any. La primera assemblea, de tipus constituent, elaborà la primera llei fonamental iraniana. Els diputats (tots hòmens) es van coalitzar en dues tendències de límits difusos: els "moderats" (اعتدالیون eʿtedâliún), que tenien recolzament de Tabatabaí i Behbahaní i solien formar majoria; i els "liberals" (آزادی‌خواهان âzâdijâhán), dirigits per l'eloqüent Seyyed Hassan Taqizadé. Els diputats (tots hòmens) es basaven en la constitució belga, buscant establir una monarquia parlamentària amb separació de poders tripartida clàssica que fos acceptable tant per al xa Mozaffareddín com per a l'hereu Mohammad Alí Mirzá.
El text assignava a l'Assemblea de Consulta Nacional, "representant de tot el poble", competència sobre l'elaboració del pressupost i control sobre l'execució; dret de vet sobre la transmissió o venda dels recursos subterranis i els contractes industrials i agrícoles; dret de vet sobre l'alteració de les fronteres; dret de vet sobre els tractats internacionals; dret de vet sobre la formació d'empreses nacionals; dret de vet sobre els contractes del govern; dret de vet sobre els emprèstits del govern i dret de vet sobre la construcció de carreteres i ferrocarrils. El parlament podia, per majoria absoluta, destituir un ministre o el gabinet sencer.
El xa, per la seua banda, encapçalava l'executiu; comandava les forces armades; declarava la guerra i la pau; signava les lleis i designava els ministres proposats pel parlament. El rei designava trenta dels 60 integrants de la cambra alta.
Mozaffareddín Xah signà la constitució el 30 de desembre, quatre dies abans de morir d'un infart. El text sobreviuria com a llei fonamental d'Iran fins a la Revolució Islàmica del 1979.

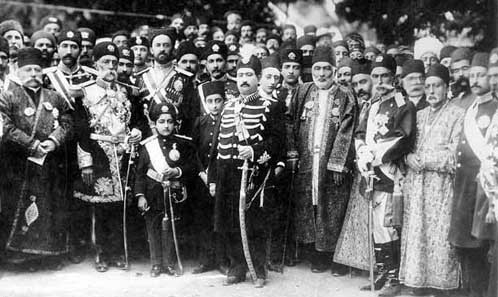
Mohammad Alí Xah envoltat de cortesans

## Reacció en el regnat de Muhàmmad-Alí Xah
Després de la defunció de Mozaffareddín Xah, el nou monarca —el seu fill Muhàmmad-Alí Xah Qajar— es mostrà contrari a les institucions sancionades pel seu pare malalt ja des de la seua coronació, a la qual els diputats no foren pas convidats.
La mútua animositat entre els representants electes i el xa va créixer a poc a poc. L'Assemblea va acomiadar Joseph Naus, vinculat als interessos de Rússia, i la delegació russa fomentà l'animositat contra l'Assemblea i el règim constitucional en el nou xa, que es negà a sancionar amb la seua signatura la constitució fins que l'erupció de protestes a Tabriz l'obligà a emetre un comunicat amb promeses difuses d'acatar el nou règim.
Al maig del 1907, Muhàmmad-Alí Xah destituí el sadr-e aʿzam Nasrollah Moshir od-Doulé, que havia arribat al càrrec com a mitjancer entre el tron i els constitucionalistes, i designà en el seu lloc Alí Asghar Atabak Amín us-Soltan, Atabak-e Aʿzam, que havia exercit durant tretze anys com a gran visir de Nasereddín i de Mozaffareddín Xah. El nou ministre, que compartia amb el xa l'oposició al constitucionalisme i la defensa de la legitimitat tradicional i religiosa, fou assassinat enfront del parlament el 31 d'agost del 1907 per un jove anomenat Abbás Aghá Tabrizí, dues setmanes després de grans festes de celebració del primer aniversari del firman constituent.
La Llei Fonamental de desembre del 1906 se centrava en les funcions de l'Assemblea de Consulta Nacional i del xa. El 7 d'octubre del 1907, l'Assemblea aprovà un suplement constitucional de 107 articles que establia, a més de la capacitat de vetar les lleis per un comité de cinc ijtihad triats per l'Assemblea, els drets fonamentals dels ciutadans iranians; la divisió tripartida i independència dels poders de l'estat; l'estatut dels parlamentaris, del xa i dels ministres; una cambra alta; la carcassa bàsica del sistema legal i judicial; la institució del consell local (persa: انجمن, anŷoman) i les bases de l'exèrcit. L'11 de novembre del 1907, Muhàmmad-Alí Xah acudí per primera volta a l'Assemblea (tots hòmens) i jurà la constitució.
El 9 de novembre del 1907, el comitè de Finances de l'Assemblea li lliurà la proposta de llei de pressupostos per a l'any següent. A fi de reduir el dèficit estatal, minvaren els fons destinats a la cort en 380.000 rials. El xa va declarar llavors als seus jardiners, cuiners, cotxers i mossos d'establa que no podria continuar pagant-los per haver cancel·lat el parlament els salaris. El 15 de desembre, una multitud de treballadors va acudir a l'Assemblea i començà a llançar pedres i disparar sobre els diputats fins a ser dispersats a tirs per la guàrdia parlamentària. Els diputats passaren la nit a la seu de l'Assemblea per a evitar ser detinguts per les tropes lleials al rei, alhora que es produïen a Teheran manifestacions de suport als parlamentaris.
L'Assemblea va enviar sis representants davant el xa, que va dir que cridaria a l'ordre als seus treballadors quan l'Assemblea cridés als ciutadans que es manifestaven a tornar a casa, proposta que l'Assemblea va rebutjar. El xa va recórrer llavors al xeic Fazlollah Nurí, a sàyyid Alí Yazdí i a altres mul·là, que es van concentrar a la plaça de Tupjané (hui plaça de l'Imam Khomeini), on durant dies es van instal·lar haimes i calders, i es pronunciaven discurs contra els parlamentaris en termes com ara: «Fiqueu-vos al llit amb prostitutes, robeu, mateu, però no us acosteu a aquesta Assemblea», a què la multitud responia corejant «no volem règim constitucional, volem la religió del Profeta». Es van produir assalts i atracaments de carrer a partidaris del moviment constitucional, i atacs incendiaris a editors de diaris.

El 17 de desembre esclata una revolta a Tabriz en suport d'una moció parlamentària que promovia la deposició de Muhàmmad Alí Xah per la seua oposició a l'Assemblea. El xa comença a témer que els constitucionalistes tracten de substituir-lo pel seu oncle Zell us-Soltan, per la qual cosa crida els seus seguidors a posar fi a les manifestacions i tornar a casa. El 22 de desembre, el xa envia a l'Assemblea un exemplar de l'Alcorà, en les últimes pàgines del qual havia anotat a manera d'escoli: L'historiador secularista Ahmad Kasraví escriu al 1940 en Història del règim constitucional a Iran (تاریخ مشروطه ایران):

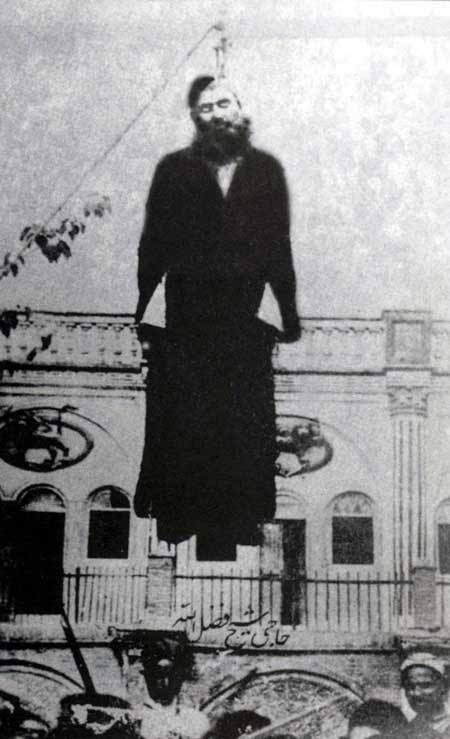
El xeic Fadl Allah Nuri, penjat després de la conquesta de Teheran pels constitucionalistes

| « | Per a dir la veritat, els ulemes de Nayaf i els dos "seyyed", així com altres ulemes que insistien a reclamar el règim constitucional, no coneixien ni el significat correcte de «règim constitucional» ni els resultats que implicaria l'aplicació de les lleis europees, i no eres massa conscients de la flagrant incompatibilitat entre constitucionalisme i xiïsme. Eren gent de molt de zel i diligència que, d'una banda, veien la intranquil·litat regnant a l'Iran i la impotència del govern sense imaginar altra solució que la implantació del règim constitucional i el parlamentarisme, i hi advocaven amb molta vehemència; de l'altra, estaven nugats a la religió i no hi podien renunciar. Entre aquests dos extrems es debatien. | » |

## El clergat i el règim constitucional
L'ulema Mohammad Hosein Nainí (Iran, 1860-Nayaf, 1936), un dels moŷtahed constitucionalistes més destacats, escriu el 1910 en el seu tractat polític Càstig de la Umma i sofriment de la nació (àrab: تنبيه الامة و تنزيه الملة, Tanbīh al-umma wa-tanzīh al-milla), d'inspiració liberal:
| « | La llibertat i la igualtat observades en el règim constitucional foren els objectius essencials dels profetes. El nostre Profeta mai no oblidà que tot el món és lliure i igual. Els dirigents religiosos del xiïsme volien salvar els musulmans de l'esclavitud i tornar-los els seus drets. | » |

El xeic Fadl Allah Nuri fou un dels dirigents de les protestes del tabac del 1892 i va participar en la reclamació constitucionalista acudint al bast de Qom el juny del 1906. Amb el progrés del moviment, però, Nuri plantejà objeccions creixents, al·legant que el règim constitucional (mashruté) havia de ser legítim d'acord amb els preceptes islàmics (mashruʿé, en grafia persa مشروعه). Amb el reaccionari Muhàmmad-Alí Xah en el poder —de qui rebia estipendis i el govern del qual defensà durant la Guerra civil—, s'oposà a la modernització i al liberalisme, denominant en la seua crítica aquest com a «velaiat de la llibertat», concepte que va relacionar amb la infidelitat, defensant l'abandó de la seua  utilització. Nuri fou penjat després de la conquesta de Teheran pels constitucionalistes.